# Lijst van nummer 1-hits in de 3FM Mega Top 100 in 1997
Deze hits stonden in 1997 op nummer 1 in de Mega Top 100, de hitlijst van de Nederlandse radiozender 3FM.
| Datum        | Artiest                                | Titel                                                            |
| ------------ | -------------------------------------- | ---------------------------------------------------------------- |
| 4 januari    | No Doubt                               | Don't Speak                                                      |
| 11 januari   | No Doubt                               | Don't Speak                                                      |
| 18 januari   | No Doubt                               | Don't Speak                                                      |
| 25 januari   | No Doubt                               | Don't Speak                                                      |
| 1 februari   | No Doubt                               | Don't Speak                                                      |
| 8 februari   | No Doubt                               | Don't Speak                                                      |
| 15 februari  | No Mercy                               | When I Die                                                       |
| 22 februari  | No Mercy                               | When I Die                                                       |
| 1 maart      | No Mercy                               | When I Die                                                       |
| 8 maart      | No Mercy                               | When I Die                                                       |
| 15 maart     | No Mercy                               | When I Die                                                       |
| 22 maart     | Frans Bauer, Marianne Weber            | De Regenboog                                                     |
| 29 maart     | Frans Bauer, Marianne Weber            | De Regenboog                                                     |
| 5 april      | Frans Bauer, Marianne Weber            | De Regenboog                                                     |
| 12 april     | Frans Bauer, Marianne Weber            | De Regenboog                                                     |
| 19 april     | Jan Smit                               | Ik Zing Dit Lied Voor Jou Alleen                                 |
| 26 april     | Jan Smit                               | Ik Zing Dit Lied Voor Jou Alleen                                 |
| 3 mei        | Jan Smit                               | Ik Zing Dit Lied Voor Jou Alleen                                 |
| 10 mei       | Jan Smit                               | Ik Zing Dit Lied Voor Jou Alleen                                 |
| 17 mei       | Jan Smit                               | Ik Zing Dit Lied Voor Jou Alleen                                 |
| 24 mei       | Hero                                   | Toen Ik Je Zag                                                   |
| 31 mei       | Hero                                   | Toen Ik Je Zag                                                   |
| 7 juni       | Hero                                   | Toen Ik Je Zag                                                   |
| 14 juni      | Hero                                   | Toen Ik Je Zag                                                   |
| 21 juni      | Hero                                   | Toen Ik Je Zag                                                   |
| 28 juni      | Hero                                   | Toen Ik Je Zag                                                   |
| 5 juli       | Puff Daddy, Faith Evans, 112           | I'll Be Missing You (Tribute to the Notorious B.I.G.)            |
| 12 juli      | Puff Daddy, Faith Evans, 112           | I'll Be Missing You (Tribute to the Notorious B.I.G.)            |
| 19 juli      | Puff Daddy, Faith Evans, 112           | I'll Be Missing You (Tribute to the Notorious B.I.G.)            |
| 26 juli      | Puff Daddy, Faith Evans, 112           | I'll Be Missing You (Tribute to the Notorious B.I.G.)            |
| 2 augustus   | Puff Daddy, Faith Evans, 112           | I'll Be Missing You (Tribute to the Notorious B.I.G.)            |
| 9 augustus   | Puff Daddy, Faith Evans, 112           | I'll Be Missing You (Tribute to the Notorious B.I.G.)            |
| 16 augustus  | Puff Daddy, Faith Evans, 112           | I'll Be Missing You (Tribute to the Notorious B.I.G.)            |
| 23 augustus  | Puff Daddy, Faith Evans, 112           | I'll Be Missing You (Tribute to the Notorious B.I.G.)            |
| 30 augustus  | Puff Daddy, Faith Evans, 112           | I'll Be Missing You (Tribute to the Notorious B.I.G.)            |
| 6 september  | The Notorious B.I.G., Puff Daddy, Ma$e | Mo Money, Mo Problems                                            |
| 13 september | The Notorious B.I.G., Puff Daddy, Ma$e | Mo Money, Mo Problems                                            |
| 20 september | Elton John                             | Candle In the Wind 1997/Something About the Way You Look Tonight |
| 27 september | Elton John                             | Candle In the Wind 1997/Something About the Way You Look Tonight |
| 4 oktober    | Elton John                             | Candle In the Wind 1997/Something About the Way You Look Tonight |
| 11 oktober   | Elton John                             | Candle In the Wind 1997/Something About the Way You Look Tonight |
| 18 oktober   | Elton John                             | Candle In the Wind 1997/Something About the Way You Look Tonight |
| 25 oktober   | Elton John                             | Candle In the Wind 1997/Something About the Way You Look Tonight |
| 1 november   | Elton John                             | Candle In the Wind 1997/Something About the Way You Look Tonight |
| 8 november   | Wes                                    | Alane                                                            |
| 15 november  | Wes                                    | Alane                                                            |
| 22 november  | Wes                                    | Alane                                                            |
| 29 november  | Wes                                    | Alane                                                            |
| 6 december   | Wes                                    | Alane                                                            |
| 13 december  | Wes                                    | Alane                                                            |
| 20 december  | Wes                                    | Alane                                                            |
| 27 december  | Geen uitgave van de 3fm Mega Top 100   |                                                                  |